# Ferulago brachyloba
Ferulago brachyloba är en flockblommig växtart som beskrevs av Pierre Edmond Boissier och Georges François Reuter. Ferulago brachyloba ingår i släktet Ferulago och familjen flockblommiga växter. Inga underarter finns listade i Catalogue of Life.